# Hopkie
Hopkie – wieś w Polsce położona w województwie lubelskim, w powiecie tomaszowskim, w gminie Łaszczów.
W latach 1975–1998 miejscowość administracyjnie należała do województwa zamojskiego.
Wieś stanowi sołectwo gminy Łaszczów. Według Narodowego Spisu Powszechnego z roku 2011 wieś liczyła 203 mieszkańców. W skład sołectwa Hopkie wchodzi także wieś Hopkie-Kolonia.
Wierni Kościoła rzymskokatolickiego należą do parafii św. Anny w Gródku.

## Etymologia
Zdaniem Barbary Czopek autorki noty o wsi w „Nazwach Miejscowych Polski [..]” nazwa miejscowości może pochodzić od niemieckiej nazwy osobowej Hoppe lub ukraińskiej Hopko (hopka ‘dziecko’, hopkaty ‘skakać’).

## Historia
Po raz pierwszy wieś wymieniana jako Hobke w 1409 r. w składzie łacińskiej parafii w Gródku. Wieś należała wówczas do Wołczka z Gródka współfundatora kościoła w Gródku. W roku 1439 dziedzicem był Jana Wołczko. W 1445 i 1469 wieś należała do Mikołaja Wołczka z Gródka, zaś w 1564 do Russianów (Jan i Mikołaj Russianowie, byli dziedzicami w Gródku w roku 1540), w roku tym według spisów poborowych wieś posiadała 5 łanów kmiecych (to jest 84 ha) gruntów uprawnych.
W XIX stuleciu stanowiła własność hrabiów Fredrów – z rodu tego pochodził Aleksander Fredro. Według spisu z 1880 r. wieś liczyła 31 domów i 300 mieszkańców, w tym 111 katolików. W końcu XIX w. we wsi istniała drewniana cerkiew po unicka.

Spis z 1921 r. pokazał tu 40 domów, zamieszkałych przez 269 osób, w tym 6 Żydów i 169 Ukraińców.
W okresie międzywojennym Hopkie administracyjnie podlegały do gminy Rachanie powiatu tomaszowskiego.